# ヘルター・スケルター (ビートルズの曲)
「ヘルター・スケルター」（Helter Skelter）は、ビートルズの楽曲である。1968年に発売された9作目のイギリス盤公式オリジナル・アルバム『ザ・ビートルズ』に収録された。レノン＝マッカートニー名義となっているが、ポール・マッカートニーによって書かれた楽曲。マッカートニーが大きくて騒々しいサウンドを目指して書いた楽曲で、音楽評論家からはヘヴィメタルの初期発達に影響を与えた楽曲と見なされている。ビートルズ活動期にはシングル・カットされなかったが、解散から6年後の1976年にコンピレーション・アルバム『ロックン・ロール・ミュージック』から先行シングルとしてキャピトル・レコードより発売された『ガット・トゥ・ゲット・ユー・イントゥ・マイ・ライフ』のB面に収録された。
「ヘルター・スケルター」は、同じくアルバム『ザ・ビートルズ』に収録の他の楽曲とともに、チャールズ・マンソンによって白人と黒人の人種戦争について歌われたものと解釈された。2011年に『ローリング・ストーン』誌が発表した「100 Greatest Beatles Songs」では第52位にランクインしている。楽曲発表後、スージー&ザ・バンシーズ、モトリー・クルー、エアロスミス、U2、オアシスらによってカバーされた。マッカートニーは定期的にソロライブで演奏している。

## 背景・インスピレーション

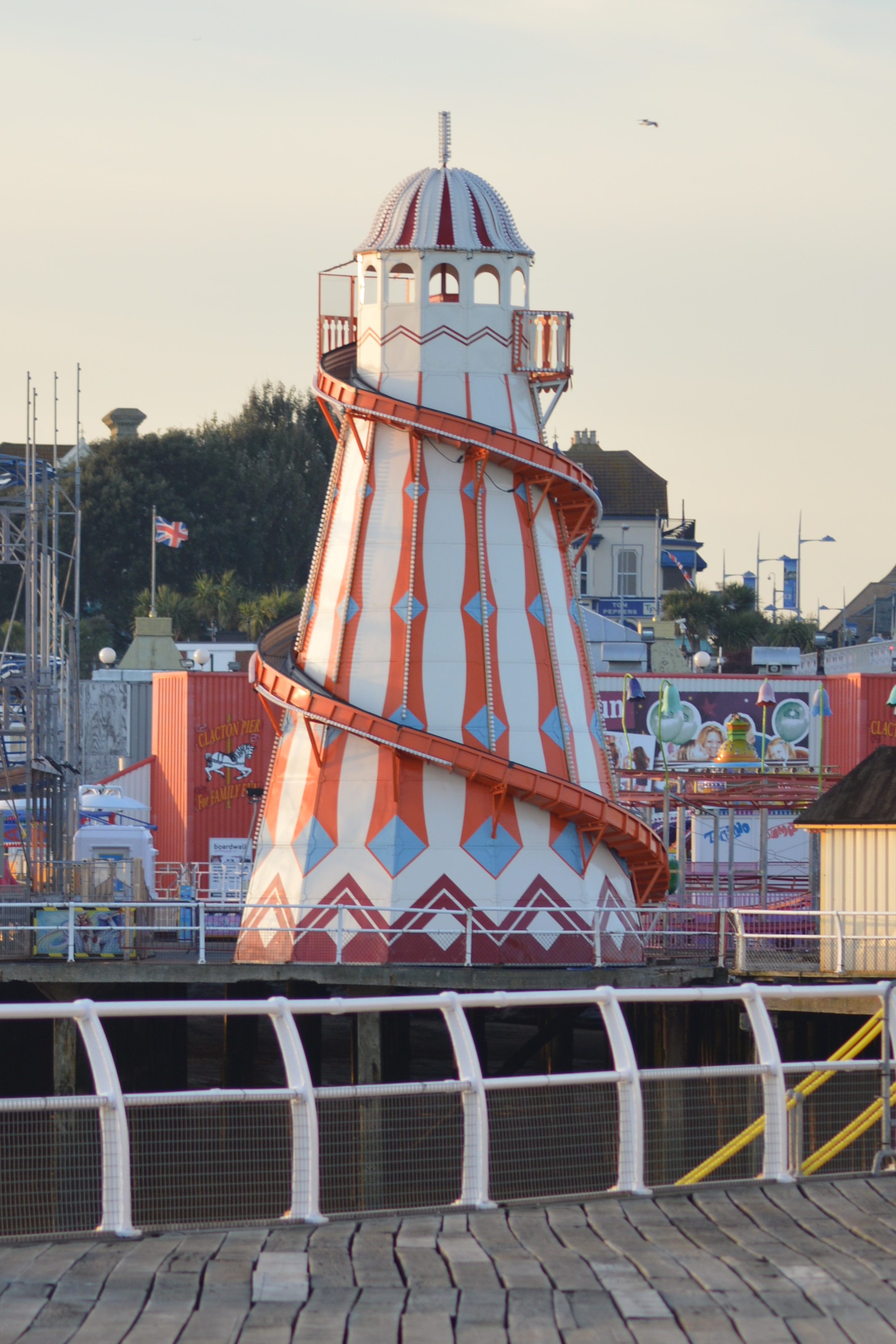
イギリスのエセックスにあるクラクトン埠頭に設置されたヘルタースケルター

マッカートニーは、ザ・フーのピート・タウンゼンドが「ザ・フーの新曲『恋のマジック・アイ』は今までのどの楽曲よりも激しく妥協のない曲」と語っているインタビュー記事に触発されて、「史上最もやかましいボーカル、史上最も騒々しいドラム」になることを目指して「ヘルター・スケルター」を書いた。
1968年11月20日のラジオ・ルクセンブルクのインタビューで、マッカートニーは「たまたまあるレコードのレビューを読んだんだ。どこのグループだったかは思い出せないんだけど、『このバンドは何でもかんでもエコーをかけまくり、頭が吹っ飛ぶほどに絶叫して最高にワイルド』と書かれていた。その時僕はこういうのが演奏できたらいいな、彼らに先を越されて悔しいなと思った。でもレコードを聴いてみたら、ごく洗練されたサウンドでラフじゃないし、絶叫はおろかテープ・エコーも何も感じられないアレンジだった。そこで僕は改めて僕らが最初にやってやろうと思い立った。それで書いたのがこの曲。まるっきりバカみたいだけど、あえて『ノイズがやりかったんだ』という調子で演奏するのが肝となる曲さ」と語っている。
「Helter Skelter」とは、イギリスでは見本市や遊園地に設置される螺旋式の大型すべり台のことで、歌詞中にも同アトラクションを思わせる表現がある。また、「Helter Skelter」という単語は「狼狽」や「混乱」という意味も持っている。楽曲について、マッカートニーは「僕はヘルター・スケルターを、ローマ帝国の浮き沈みの象徴として使った」と語っており、バラードを主に手がけているマッカートニーに対する評論家の酷評への返答とも語っている。なお作者名はレノン＝マッカートニーとクレジットされているが、マッカートニーが単独で作詞作曲した楽曲で、ジョン・レノンも1980年のインタビューで「完全にポールの曲」と認めている。

## 曲の構成
本作のキーはEメジャーで、基本的に4分の4拍子となっている。ヴァースとコーラス（サビ）の2つで構成されており、そこから楽器によるパッセージと3つ目のヴァースが続く。3つ目のヴァースの後に一度演奏が静かになり、再び演奏が激しくなったところで一度フェード・アウトする。その後徐々にフェード・インして不協和音のパートに入る。ステレオ・ミックスには、フェード・インして曲を締めくくるセクションがもう一つ含まれている。
E7、G、Aの3つのコードが使用され、拡張されたエンディング部分はE7で演奏されている。歌詞は、縁日や見本市で設置される同名の螺旋式の大型すべり台についての言及から始まり、「Do you, don't you want me to love you（ねえ、君は僕に愛して欲しいの、欲しくないの）」など暗示的かつ挑発的な歌詞になっていく。

## レコーディング
「ヘルター・スケルター」のレコーディングは、1968年7月18日にEMIレコーディング・スタジオのスタジオ2で開始された。この日のセッションでは、演奏時間が12分のテイクや、27分11秒と最も長いジャム・セッションのようなテイクが存在している。なお、この時のテイクはいずれもリリース版よりもテンポが遅く、キーがEマイナーに設定されたブルース調となっていた。
その後9月9日にリメイクが開始され、この日は演奏する全ての楽器のボリュームを最大にして録音が行なわれ、セッションの前にはエルヴィス・プレスリーの「ベイビー・アイ・ドント・ケア」が即興的に演奏された。9月9日にレコーディングされたテイクは、いずれも演奏時間が5分以内に収められている。18テイクを録音した直後、ドラムを非常に激しく叩いたことにより指にまめができたリンゴ・スターは、ドラムスティックをスタジオの隅に投げ捨て、「I got blisters on my fingers!（指にまめができやがった！）」と叫んだ。このセッションについて、スターは「僕らがスタジオの中で完全なる狂気とヒステリーの中で作り上げた曲」と回想しており、本作のプロデュースを担当したクリス・トーマスは「ポールのボーカル録りの際に、アーサー・ブラウンになりきったジョージ・ハリスンが火の付いた灰皿を頭の上に乗せてスタジオ内を走り回っていた」と、当時の様子を語っている。9月10日にハリスンのリードギター、マル・エヴァンズのトランペット、スターのドラム、レノンのサックスがオーバー・ダビングされた。
9月17日にモノラル・ミックス、10月12日にステレオ・ミックスが作成された。ステレオ・ミックスでは1度フェード・アウトした後に徐々にフェード・インし、再びフェード・アウトしてから、シンバルクラッシュが3回入った後に、前述のスターの叫び声が収録されている。モノラル・ミックスは1回目のフェード・アウトで終わってしまうため、スターの叫び声は収録されておらず、演奏時間もステレオ・ミックスよりも短くなっている。
2009年9月9日に発売された音楽ゲーム『The Beatles: Rock Band』（日本未発売）には、一度もフェード・アウトせずに完奏するアレンジで収録されている。

## リリース・評価
「ヘルター・スケルター」は、1968年11月22日にアップル・レコードより発売されたオリジナル・アルバム『ザ・ビートルズ』のC面6曲目に収録された。1976年に発売されたコンピレーション・アルバム『ロックン・ロール・ミュージック』にも収録され、アメリカでは同作からの先行シングルとして発売された『ガット・トゥ・ゲット・ユー・イントゥ・マイ・ライフ』のB面にも収録された。このほか、1980年にアメリカで発売された『レアリティーズ Vol.2』（モノラル・ミックス）や2012年にiTunes Store限定で配信が開始された『トゥモロー・ネバー・ノウズ』にも収録された。
1999年に『ギター・ワールド』誌のクリストファー・スカペリッチは、「ホワイト・アルバムの魅力的な傑作」として、「ヘルター・スケルター」、「ホワイル・マイ・ギター・ジェントリー・ウィープス」、「ハッピネス・イズ・ア・ウォーム・ガン」の3曲を挙げた。オールミュージックのスティーヴン・トマス・アールワインは、「プロトメタルの雄叫び」と評している。2018年に『インデペンデント』誌のジェイコブ・ストルワーシーは、アルバム『ザ・ビートルズ』収録曲を対象としたランキングで、「これまでにレコーディングされた中で最高のロック・ソング」として本作を3位に挙げ、「間違いなくヘヴィメタルの先駆けとなった最も激しく、猛烈なトラックは、人々が慣れ親しんだマッカートニーのラブソングから大きくかけ離れている」と評している。『クラシック・ロック』誌のイアン・フォートナムは、「アルバム『ザ・ビートルズ』を“永続的なロックの青写真”にした4曲」として「ホワイル・マイ・ギター・ジェントリー・ウィープス」、「ドント・パス・ミー・バイ」、「ヤー・ブルース」と共に本作を挙げた。特に本作については「ヘヴィメタルの元祖といえる主要な楽曲の1つ」とされ、「1970年代に流行したパンク・ロックにも影響を与えた」と評されている。
一方で、音楽評論家のイアン・マクドナルドは本作について「滑稽」「コミカルにしすぎて、ちっぽけなガラクタに仕上がっている」と評している。ロブ・シェフィードは、2004年に発行された『The Rolling Stone Album Guide』に掲載の『ザ・ビートルズ』のCD盤のレビューで「これで『ヘルター・スケルター』を飛ばすために、針を持ち上げる必要がなくなった」と書いている。デイビット・クヴァンティックは、著書『Revolution: The Making of the Beatles' White Album』で「聴き手を感動させるほど激しくなければ、発奮するほどの刺激もない」と評している。
2005年に『Q』誌が発表した「100 Greatest Guitar Tracks Ever」で第5位、2010年に『ローリング・ストーン』誌が発表した「100 Greatest Beatles Songs」で第52位にランクインした。一方で、前述のマンソン・ファミリーが引き起こした殺人事件との関連性から、1971年にWPLJと『ヴィレッジ・ヴォイス』紙が行ったビートルズの楽曲を対象とした世論調査ではワースト4位、2018年に『ケラング!』誌が発表した「The 50 Most Evil Songs Ever」では第1位 にランクインした。

## チャールズ・マンソンへの影響

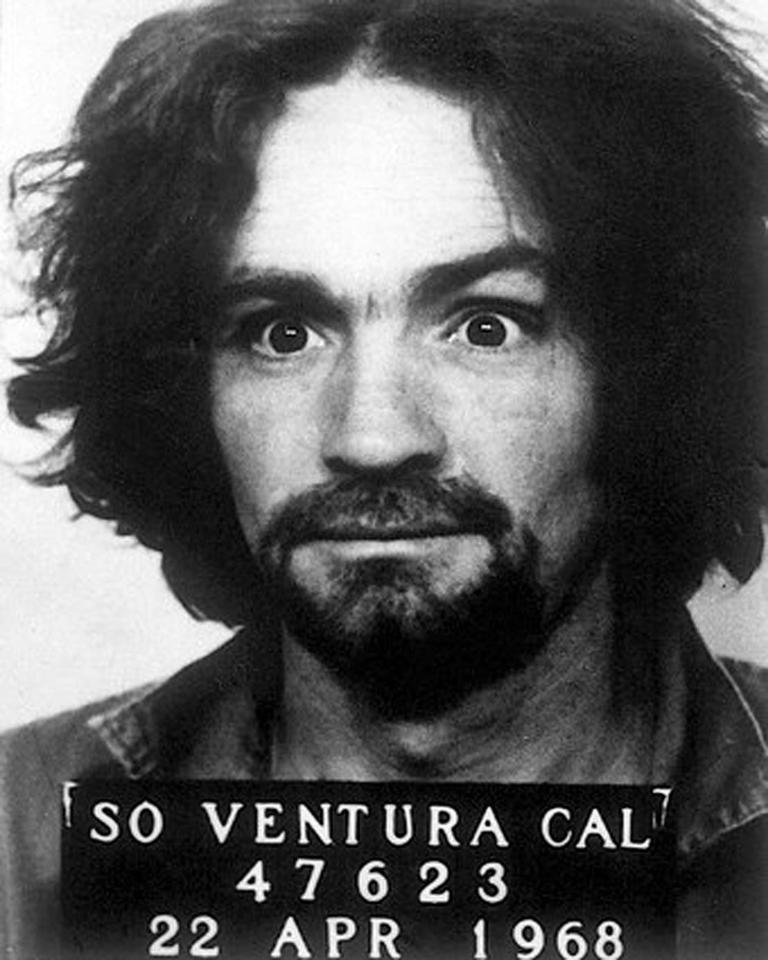
チャールズ・マンソン（1968年）

チャールズ・マンソンは、「ヘルター・スケルター」を白人と黒人の人種戦争について歌ったものであると解釈した。マンソンの信者「マンソン・ファミリー」の隠れ家のひとつとしていたスパーン牧場の扉に「ヘルター・スケルター」と記していた。このことからマンソンにとって重要なテーマであるとされていたが、「マンソン・ファミリー」の一員であったブルックス・ポストンは「マンソンは『ヨハネの黙示録』の地獄の穴からファミリーが現れたことを指していると考えていた」と語っている。
1969年にマンソンは、自身の信者に殺人を教唆し、テート・ラビアンカ殺人事件を引き起こした。現場の冷蔵庫には、犠牲者の血で本作のタイトルが書かれていた。その後の裁判でマンソンは、「『ヘルター・スケルター』が意味しているのは、文字通り。誰かと戦争することでも、誰かを殺すことでもない。混乱があっという間に我々を取り囲む。体制が急激に世の中を破壊しているから、音楽が若者に体制に立ち向かえと命じているだなんて、まるで陰謀ではないか？」と供述している。
1976年にチャールズ・マンソンおよびマンソン・ファミリーを題材としたテレビ映画『ヘルター・スケルター』が放送され、2004年に同名の映画が公開された。なお、キャピトル・レコードは、1976年にコンピレーション・アルバム『ロックン・ロール・ミュージック』からの先行シングルとして、本作をシングルA面曲としてリカットする計画を立てていたが、マンソンとの関連性を指摘されることを考慮して、当初B面に収録される予定だった「ゴット・トゥ・ゲット・トゥ・イントゥ・マイ・ライフ」と入れ替えるかたちで発売した。
本作についてマッカートニーは、1997年に出版された伝記『ポール・マッカートニー: メニー・イヤーズ・フロム・ナウ』で「なかなか洒落たタイトルだと思われてもいいはずだったのに、マンソンがあの曲を旗印に掲げてしまって以来、あらゆる類の不吉な前兆、という意味に捉えられるようになった」と語っている。

## マッカートニーによるライブでの演奏
マッカートニーは、2004年の『Paul McCartney 04 Summer Tour』で初めて演奏して以降、2005年の『The 'US' Tour』、2009年の『Summer Live '09 Tour』や『Good Evening Europe Tour』、2010年から2011年にかけて行われた『Up and Coming Tour』、2011年から2012年にかけて行われた『On the Run』、2013年から2015年にかけて行われた『Out There』などのツアーで演奏している。2009年に発売された『グッド・イヴニング・ニューヨーク・シティ〜ベスト・ヒッツ・ライヴ』には、ニューヨーク公演でのライブ音源が収録されており、同作に収録されたライブ音源で第53回グラミー賞の最優秀ソロ・ロック・ボーカル・パフォーマンス賞を受賞した。
このほか、2006年2月8日にステイプルズ・センターで開催された第48回グラミー賞で演奏したほか、2009年7月15日に放送のCBS『レイト・ショー・ウィズ・デイヴィッド・レターマン』ではエド・サリヴァン・シアターの入口の屋根の上に上がって演奏した。また、2018年から2019年にかけて行われたツアー『Freshen Up』の最終日にあたる2019年7月13日のドジャー・スタジアム公演では、スターをドラムに迎えて演奏した。

## クレジット
※出典
- ポール・マッカートニー - リード・ボーカル、ギター（フェンダー・エスクワイヤー）
- ジョン・レノン - バッキング・ヴォーカル、6弦ベース（フェンダー・ベースVI）、サックス
- ジョージ・ハリスン - バッキング・ボーカル、ギター（ギブソン・レスポール）、効果音
- リンゴ・スター - ドラム、シャウト
- マル・エヴァンズ - トランペット

## カバー・バージョン
1976年にシルバースプーンによるカバー・バージョンが、テレビ映画『ヘルター・スケルター』でサウンドトラックとして使用された。これは、同映画のプロデューサーがビートルズによる原曲を使用することを考えていたが、使用許可が下りなかったことによるもの。1978年にスージー・アンド・ザ・バンシーズが発売したデビュー・アルバム『悲鳴』に、スティーヴ・リリーホワイトのプロデュースによるカバー・バージョンが収録された。グヴァンティックは、スージー・アンド・バンシーズによるカバー・バージョンを「これまでカバーされた中で最高の演奏」と評している。

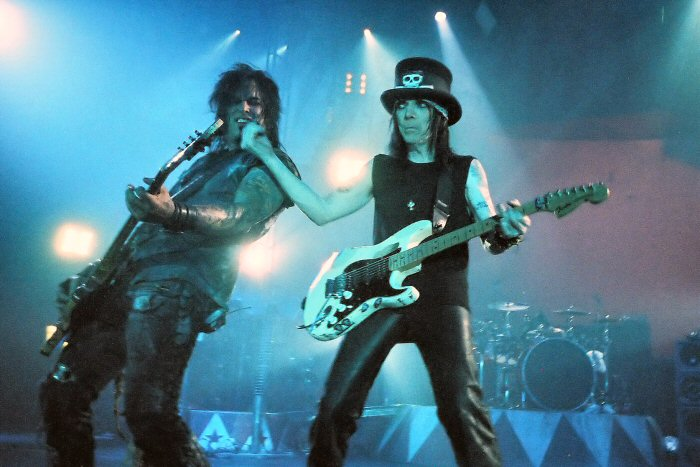
モトリー・クルーのニッキー・シックスとミック・マーズ（2005年6月撮影）。

1983年にモトリー・クルーが発売したアルバム『シャウト・アット・ザ・デヴィル』にカバー・バージョンが収録された。1983年に発売されたピクチャー・ディスクには、血で「Helter Skelter」と書かれた冷蔵庫の写真が使用された。同年にザ・ボブズが発売したアルバム『The Bobs』にはア・カペラでのカバー・バージョンが収録された。なお、ザ・ボブズによるカバー・バージョンは、第27回グラミー賞の最優秀ヴォーカル・アレンジ賞グループ部門にノミネートされた。
1988年にU2が発売したアルバム『魂の叫び』に、オープニング・トラックとしてカバー・バージョンが収録された。U2によるカバー・バージョンは、1987年11月8日にマクニコルズ・スポーツ・アリーナでライブ録音された音源となっている。演奏時にボノは「This is a song Charles Manson stole from the Beatles（チャールズ・マンソンがビートルズから盗んだ歌だ）」と紹介している。
エアロスミスは、1975年にレコーディングされたカバー・バージョンを1991年に発売されたコンピレーション・アルバム『パンドラの箱』に収録した。アメリカのAlbum Rock Tracksチャートでは最高位21位を獲得した。
オアシスは、2000年に発売されたシングル『フー・フィールズ・ラヴ?』のB面にカバー・バージョンを収録した。同年のライブツアーでも演奏されており、ライブ・アルバム『ファミリアー・トゥ・ミリオンズ』に4月16日のミルウォーキー公演でのライブ音源が収録された。
2007年に公開された映画『アクロス・ザ・ユニバース』で、サウンドトラックとしてデイナ・ヒュークスが歌唱し、同年にステレオフォニックスが発売したシングル『イット・ミーンズ・ナッシング』にカバー・バージョンが収録された。また、同年にビータリカがメタリカの楽曲「ハーヴェスター・オブ・ソロー」とマッシュアップしたパロディ・ソング「Helvester of Skelter」を発表した。
2018年にロブ・ゾンビとマリリン・マンソンが、ジョイント・ツアー『Twins of Evil: The Second Coming Tour』の開催を前にカバー・バージョンを公開した。ゾンビとマンソンによるカバー・バージョンは、『ビルボード』誌のHard Rock Digital Songsで最高位9位を獲得した。
このほか、パット・ベネター、VOW WOW、ハスカー・ドゥ、ダイアン・ヘザリントン、スライスらによってカバーされた 。